# Мутация CDKL5
Мутация CDKL5 (cyclin-dependent kinase-like 5)  — редкое генетическое заболевание, обнаруженное на X-хромосоме. Впервые было выявлено в 2004 году..
Ген CDKL5 принимает непосредственное участие в создании белка, который необходим для развития нейронных связей. Белок CDKL5 представляет собой фермент, который изменяет активность других белков путём добавления к ним атомов кислорода и фосфата (фосфатной группы) в определённых положениях..
Причина мутации CDKL5 и частота расстройства CDKL5 в настоящее время неизвестны. Сейчас в мире насчитывается более миллиона людей с мутацией в гене CDKL5. В России более тысячи.
Международный код заболевания G40.42.

## Схожесть с синдромом Ретта
CDKL5 может играть определённую роль в регуляции активности других генов, включая и МЕСР2. Этот ген кодирует метил-СрG-связывающий белок 2(МеСР2), а его мутация является причиной появления синдрома Ретта.
Схожесть симптомов и клинических проявлений стали причиной того, что диагноз «разновидность синдрома Ретта» (известный как атипичный Ретт), неоднократно ставился детям с мутацией CDKL5.
Лишь в 2012 году «расстройство CDKL5» было признано отдельным заболеванием, не связанным с синдромом Ретта.

## Симптомы мутации CDKL5
Одним из главных симптомов мутации CDKL5 являются эпилептические судороги. Приступы, согласно исследованиям, могут начаться в первые часы после рождения или в возрасте от 2 месяцев до 2 лет. Также было выявлено несколько случаев, когда судороги случались в дородовом периоде.
Приступы при расстройстве CDKL5 могут быть тоническими или клоническими, с миоклоническими кластерами. Чаще судороги происходят незадолго до, после или во время сна. С возрастом могут проявляться и в часы бодрствования.
Исследования показали, что дети с расстройством CDKL5 проявляют 3 стадии эпилепсии.
I стадия — ранняя эпилепсия, проявляется в 1-10 недель, II стадия включает развитие эпилептической энцефалопатии с инфантильными спазмами и гипсаритмией примерно в 50 % случаев. И, наконец, III стадия проявляется как поздняя, мулитфокальная и миоклоническая эпилепсия.
Также к симптомам мутации CDKL5 относят низкий мышечный тонус, задержку психического развития, корковую слепоту, сколиоз, задержку речи, ограниченные навыки рук, детский церебральный паралич, холодные ступни, аутизм, трудности в период грудного кормления и прочее.

## Клинические проявления мутации CDKL5
Одним из ярких клинических проявлений мутации CDKL5 является апраксия, которая включает в себя несколько разновидностей:
- конечностно-кинетическую апраксию (неспособность делать точные движения рукой или ногой);
- идеомоторную апраксию (неспособность делать правильные движения в ответ на вербальную команду);
- идеационную апраксию (неспособность координировать действия с несколькими последовательными движениями, такими как одевание, еда и купание);
- вербальную апраксию (трудность координации движений рта и речи);
- конструктивную апраксию (неспособность копировать, рисовать или строить простые фигуры);
- окуломоторную апраксию (трудности движения глазами по команде).

Плохая координация и низкий тонус мышц, которые участвуют в глотании, также являются клиническими симптомами мутации CDKL5. Как правило, данные симптомы со временем развиваются в аспирационную пневмонию. Схожий клинический симптом — глотание воздуха, которое препятствует приёму пищи и полному дыханию. Зачастую проявляется совместно с аспирационной пневмонией.
При мутации гена CDKL5 может проявляться аутостимуляция. В данном контексте термин означает повторяющееся и ограниченное поведение — покачивание головой, хлопанье руками, раскачивание тела из стороны в сторону и прочее.
Согласно проведенным исследованиям, для детей с мутацией CDKL5 характерны желудочно-кишечные проблемы: запор, диарея, кишечные газы и желудочный рефлюкс.
Мутация CDKL5 может проявляться серьезными кардиологическими проблемами. Так, для мутации характерен синдром удлинённого интервала QT, который часто диагностируют детям с синдромом Ретта. Среди проблем также можно выделить нарушения сердечного ритма (тахикардию и брадикардию) и неспецифические изменения, связанные с т-волнами.

## Варианты лечения CDKL5

### Электростимуляция блуждающего нерва (VNS)
Электростимуляция блуждающего нерва (VNS) — это имплантируемое устройство, которое производит электрический ток, который переносится в мозг блуждающим нервом. Это устройство позволяет настраивать длительность и частоту стимуляции. Оптимальная настройка может варьироваться в зависимости от конкретного случая, причём некоторые видят улучшения на более низкой настройке, а другие — на более быстрой настройке. VNS особенно эффективен при лечении судорог и может применяться в сочетании с дополнительными противоэпилептическими препаратами.

### Лечение стероидами
Лечение стероидами под непосредственным наблюдением невролога / эпилептолога показали некоторую эффективность у тех, у кого присутствуют младенческие судороги как часть судорожного расстройства. Имеются данные о том, что некоторые пациенты с модифицированной гипсаритмией или неконвульсивным эпилептическим статусом могут реагировать на лечение стероидами.

### Генотерапия
На данный момент есть две программы генотерапии для мутации CDKL5, одна от компании Amicus Therapeutics и одна от Ultragenyx. Планируется использовать прямую доставку вектора AAV в мозг, либо через заполненную CSF полость, называемую cisterna magna у основания черепа, либо непосредственно в CSF посредством инъекции в позвоночник. Исследования на человеке планируют начать через 1-2 года.

## В России
В 2019 году в России была создана Ассоциация CDKL5 Russia, она входит в состав международной организации «CDKL5 Alliance». Возглавила российское представительство альянса журналист, продюсер, известный общественный деятель Мария Иванова.
25 января 2020 года Ассоциация CDKL5 Russia организовала и провела в Москве первую встречу родителей и детей, у которых диагностирована мутация CDKL5. Встреча состоялась в отеле Holiday Inn Moscow Tagansky при поддержке журнала «Жизнь с ДЦП», организации «LouLou Foundation» и группы волонтёров.
На встречу приехали десятки семей из разных городов России. Они обменялись личным опытом, получили уникальную возможность задать интересующие вопросы компетентным врачам и реабилитологам, изучающим мутацию CDKL5.
Согласно планам Ассоциация CDKL5 Russia, озвученным Марией Ивановой, встречи родителей могут проводиться 1-2 раза в год.